# Takeshi Katō

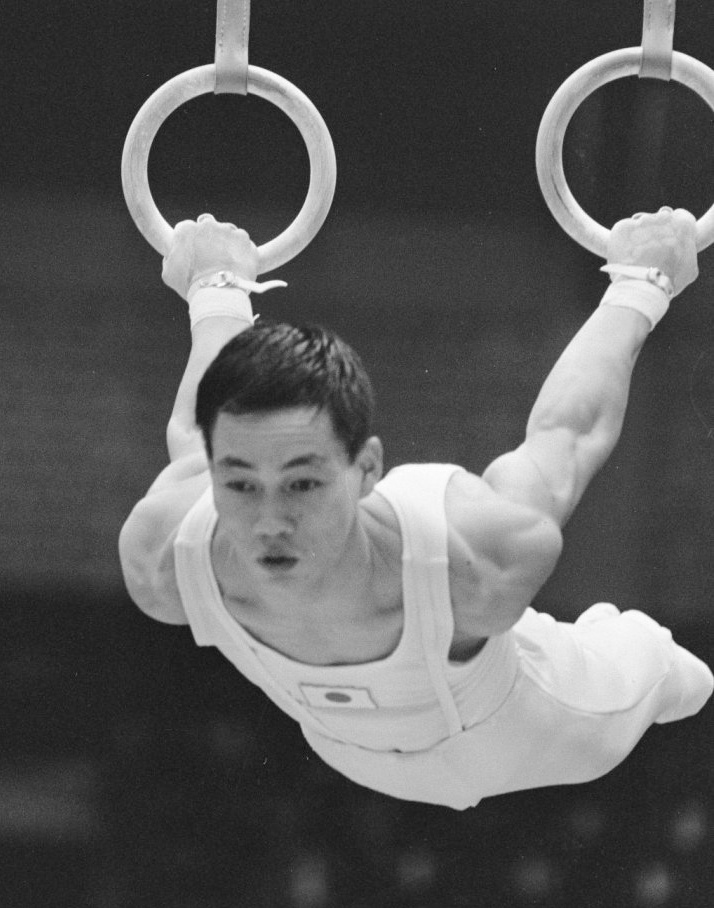
Takeshi Katō bei den Turn-Weltmeisterschaften 1966

Takeshi Katō (jap. 加藤 武司, Katō Takeshi; * 25. September 1942 in der Präfektur Aichi; † 24. Juli 1982) war ein japanischer Kunstturner. Er gewann von 1966 bis 1970 mit der japanischen Mannschaft eine olympische Goldmedaille und zwei Weltmeistertitel.

## Karriere
Bei den Turn-Weltmeisterschaften 1966 in Dortmund gehörten mit Yukio Endō, Takashi Mitsukuri, Shūji Tsurumi und Haruhiro Yamashita vier Mannschafts-Olympiasieger von 1964 zur japanischen Riege, hinzu kamen Takeshi Katō und Akinori Nakayama. In der Mannschaftswertung gewannen die Japaner mit mehr als vier Punkten Vorsprung, in der Einzelwertung siegte allerdings Michail Woronin aus der Sowjetunion. In den Gerätefinals gewann Katō am Seitpferd die Bronzemedaille hinter dem Jugoslawen Miroslav Cerar und Michail Woronin. Im Pferdsprung gingen alle drei Medaillen an japanische Turner, es siegte Haruhiro Matsuda vor Katō und Nakayama.
Zwei Jahre später gehörten bei den Olympischen Spielen 1968 in Mexiko-Stadt noch Yukio Endō, Takeshi Katō und Akinori Nakayama zur japanischen Riege, neu dabei waren Takeshis Bruder Sawao Katō, Eizō Kenmotsu und Mitsuo Tsukahara. Beim dritten Olympiasieg in Folge hatte die japanische Riege fast fünf Punkte Vorsprung auf die sowjetische Mannschaft, vierzehn Punkte dahinter erhielten die Turner aus der DDR die Bronzemedaille mit 0,05 Punkten Vorsprung vor der Riege aus der Tschechoslowakei. In der Einzelwertung siegte Sawao Katō vor Michail Woronin, dahinter lagen mit Nakayama, Kenmotsu und Takeshi Katō drei weitere Japaner. In den Gerätefinals traten jeweils sechs Turner an, Takeshi Katō erreichte an vier Geräten das Finale. Er belegte den fünften Platz im Ringeturnen und war Vierter im Pferdsprung und am Barren. Seine einzige Einzelmedaille gewann er im Bodenturnen mit Bronze hinter seinem Bruder und Akinori Nakayama.
Die japanische Riege siegte in Abwesenheit von Sawao Katō auch bei den Turn-Weltmeisterschaften 1970 in Ljubljana. Takuji Hayata und Fumio Honma ergänzten dabei die Olympiasieger Takeshi Katō, Eizō Kenmotsu, Akinori Nakayama und Mitsuo Tsukahara. Die Riege siegte mit 6,75 Punkten Vorsprung vor der sowjetischen Mannschaft, die Turner aus der DDR erhielten wie 1966 und 1968 die Bronzemedaille. Takashi Katō gewann außer Mannschaftsgold zwei Bronzemedaillen an den Geräten. Im Pferdsprung siegte Tsukahara vor Wiktor Klimenko und Katō. Beim Bodenturnen gewannen mit Nakayama, Kenmotsu und Katō drei Japaner alle Medaillen.